# 蒙蒂基亚里
蒙蒂基亚里（義大利語：Montichiari），是意大利布雷西亚省的一个市镇。总面积89平方公里，人口22873人，人口密度257.0人/平方公里（2009年）。国家统计（ISTAT）代码为017113。

## 友好城市
- 義大利甘贝托拉
- 義大利佩斯卡拉